# 奧爾什丁天文館
奧爾什丁天文館（波蘭語：Planetarium w Olsztynie）是位於波蘭奧爾什丁的天文館，是波蘭第二大的天文館；於1973年2月19日尼古拉·哥白尼誕辰500週年之際開放，天文館的建築是由盧多米爾·戈斯瓦夫斯基設計的。內有圖書館，藏書數千冊，主要以天文學、航天及相關學科為主。

## 外部連結
- 奧爾什丁天文館 （页面存档备份，存于） （波兰語）